# Осиновский сельский совет (Купянский район)
Осиновский сельский совет — входит в состав 
Купянского района Харьковской области
Украины.
Административный центр сельского совета находится в 
селе Осиново.

## История
- 1923 — дата образования.

## Населённые пункты совета
- село Осиново
- село Болдыревка
- село Осадьковка
- село Пойдуновка
- село Прокоповка
- село Стенка
- село Тамаргановка